# 蕭震 (康熙進士)
蕭震（？—？），湖北潜江人，清朝政治人物。

## 生平
蕭震為康熙四十五年（1706年）丙戌科進士。雍正元年（1723年）由福建漳州府漳平縣知縣調任臺灣府鳳山縣知縣。